# دوزطاهر
دوزطاهر (به ترکی آذربایجانی: Düztahir) یک منطقه مسکونی در جمهوری آذربایجان است که در شهرستان قوسار واقع شده‌است. دوزطاهر ۱۶۳۵ نفر جمعیت دارد.